# Authorised Neutral Athletes

ANA:s flagga 2017

Authorised Neutral Athletes (ANA, svenska Auktoriserade Neutrala Idrottare) är inom friidrotten idrottare från Ryssland som fått individuellt godkännande att få delta i mästerskap i friidrott, trots att Ryssland är avstängt från dessa. Denna nationskategori infördes till Världsmästerskapen i friidrott 2017 i och med att IAAF godkänt ett antal personer att få delta, trots den ryska dopingskandalen, som de inte varit kopplade till. De tävlar under en vit flagga med texten ANA och med IAAF:s hymn som nationalsång och i kläder utan nationssymboler.
Guldmedalj under ANA-flagga har vunnits av:
- Danil Lysenko, höjdhopp, Inne-VM 2018
- Marija Lasitskene, höjdhopp, VM 2017, EM 2018, inne-VM 2018 och inne-EM 2019
- Anzjelika Sidorova, stavhopp, inne-EM 2019
- Anzjelika Sidorova, stavhopp, VM 2019